# Amtsgericht Cörlin
Das Amtsgericht Cörlin (später Amtsgericht Körlin) war ein preußisches Amtsgericht mit Sitz in Cörlin, Provinz Pommern.

## Geschichte
In Cörlin bestand von 1849 bis 1879 die Gerichtskommission Cörlin des Kreisgerichts Belgard. Das königlich preußische Amtsgericht Cörlin wurde mit Wirkung zum 1. Oktober 1879 als eines von zwölf Amtsgerichten im Bezirk des Landgerichtes Köslin im Bezirk des Oberlandesgerichtes Stettin gebildet. Der Sitz des Gerichtes war Cörlin. Sein Gerichtsbezirk umfasste aus dem Kreis Colberg-Cörlin der Stadtbezirk Cörlin und die Amtsbezirke Coseeger, Kerstin, Lübchow, Petershagen, Rogzow und Roman, der Gemeindebezirk und Gutsbezirk Damitz und der Gutsbezirk Lestin aus dem Amtsbezirk Drosedow, der Gemeindebezirk Dassow aus dem Amtsbezirk Alt-Marrin sowie dem Gemeindebezirk Ramelow und den Gutsbezirken Obergut Ramelow und Niedergut Ramelow aus dem Amtsbezirk Martekow. Am Gericht bestand 1880 eine Richterstelle. Das Amtsgericht war damit ein kleines Amtsgericht im Landgerichtsbezirk.
Im Jahre 1945 wurden der größte Teil Pommerns, darunter der Sprengel des Amtsgerichtes Cörlin, unter polnische Verwaltung gestellt und die deutschen Bewohner vertrieben. Damit endete die Geschichte des Amtsgerichtes Cörlin.